# The Kid Laroi
Чарльтон Кеннет Джеффри Ховард (англ. Charlton Kenneth Jeffrey Howard; род. 17 августа 2003, Сидней, Австралия), более известен как The Kid Laroi (стилизовано как The Kid LAROI) — австралийский рэпер и певец. Родился в Сиднее, но рос в сельской местности. Ховард стал набирать популярность после выпуска совместного с Juice WRLD сингла «Go». Laroi также известен песнями «Diva» (при участии Lil Tecca), «Addison Rae» и «Stay» (совместно с Джастином Бибером).

## Ранняя жизнь
Чарльтон Кеннет Джеффри Ховард родился 17 августа 2003 года в Уотерлу, Сидней, Австралия. Его родители — Ник Ховард, музыкальный продюсер, и Слоан Ховард, бывшая модель. Пра-пра-дедушка Ховарда был частью «потерянного поколения»: он принадлежал к этнической группе людей, населявших Австралию, в детстве его забрали из родной семьи, поместили в семью белых людей, и обо всем случившемся он узнал лишь в 18 лет.
В семь лет Ховард переехал в Брокен-Хилл. В 11 он вернулся в Уотерлу и через два года начал свою карьеру. Мама ставила ему Fugees, Эрику Баду и 2pac.

## Дискография

### Микстейпы
| Название  | Детали                                                                           |
| --------- | -------------------------------------------------------------------------------- |
| F*ck Love | - Выпущен: 24 июля 2020 - Лейбл: Columbia - Форматы: Цифровая загрузка, стриминг |

### Мини-альбомы
| Название        | Детали |
| --------------- | --- |
| 14 with a Dream | - Выпущен: 16 августа 2018 (эксклюзивно на SoundCloud и YouTube) - Лейбл: Вне лейбла - Формат: Цифровая загрузка, стриминг |

### Синглы
| Название                                                           | Год  | Высшая позиция | Высшая позиция | Высшая позиция | Высшая позиция | Высшая позиция | Высшая позиция | Высшая позиция | Высшая позиция | Сертификация                                                                           | Альбом             |
| Название                                                           | Год  | AUS            | CAN            | IRE            | NZ             | NOR            | UK             | US             | US R&B/HH      | Сертификация                                                                           | Альбом             |
| ------------------------------------------------------------------ | ---- | -------------- | -------------- | -------------- | -------------- | -------------- | -------------- | -------------- | -------------- | -------------------------------------------------------------------------------------- | ------------------ |
| «Blessings»                                                        | 2018 | —              | —              | —              | —              | —              | —              | —              | —              |                                                                                        | 14 with a Dream    |
| «Winning»                                                          | 2019 | —              | —              | —              | —              | —              | —              | —              | —              |                                                                                        | Внеальбомный сингл |
| «Let Her Go»                                                       | 2019 | —              | —              | —              | —              | —              | —              | —              | —              | - RIAA: золотой - ARIA: золотой                                                        | Внеальбомный сингл |
| «Diva» (при участии Lil Tecca)                                     | 2020 | 76             | —              | —              | —              | —              | —              | —              | —              | - ARIA: Золотой - RIAA: золотой                                                        | Внеальбомный сингл |
| «Addison Rae»                                                      | 2020 | 76             | —              | —              | —              | —              | —              | —              | —              | - ARIA: золотой                                                                        | Внеальбомный сингл |
| «Go Dumb» (совместно с Y2K при участии Blackbear и Bankrol Hayden) | 2020 | —              | —              | —              | —              | —              | —              | —              | —              |                                                                                        | Внеальбомный сингл |
| «Fade Away» (совместно с Lil Tjay)                                 | 2020 | 73             | —              | —              | —              | —              | —              | —              | —              |                                                                                        | Внеальбомный сингл |
| «Go» (совместно с Juice WRLD)                                      | 2020 | 23             | 40             | 42             | 32             | —              | 43             | 52             | 22             | - ARIA: платиновый - MC: платиновый - RIAA: платиновый                                 | F*ck Love          |
| «Tell Me Why»                                                      | 2020 | 49             | 86             | 77             | —              | —              | —              | —              | —              | - ARIA: золотой                                                                        | F*ck Love          |
| «Need You Most (So Sick)»                                          | 2020 | 79             | —              | —              | —              | —              | —              | —              | —              |                                                                                        | F*ck Love          |
| «So Done»                                                          | 2020 | 6              | 24             | 23             | 17             | 4              | 38             | 59             | —              | - ARIA: 2 × платиновый - RIAA: золотой - RMNZ: золотой                                 | F*ck Love (Savage) |
| «Reminds Me of You» (совместно с Juice WRLD)                       | 2020 | —              | 56             | 48             | —              | —              | 63             | 89             | 26             |                                                                                        | TBA                |
| «Without You» (сольно и Майли Сайрус)                              | 2020 | 1              | 7              | 3              | 8              | 1              | 2              | 8              | 44             | - ARIA: 3 × платиновый - BPI: золотой - MC: платиновый - RIAA: золотой - RMNZ: золотой | F*ck Love (Savage) |

### Другие песни в чартах
- Juice WRLD и Marshmello при участии Polo G и The Kid Laroi — «Hate the Other Side» (Legends Never Die, Billboard Hot 100 #10)
- The Kid Laroi и Джастин Бибер — «Stay» (Billboard Hot 100 #1)[34]

### Комментарии
1. ↑  "Diva" не попал в NZ Top 40 Singles Chart, но достиг NZ Hot Singles Chart[9].
2. ↑  "Addison Rae" не попал NZ Top 40 Singles Chart, но достиг 6 место NZ Hot Singles Chart[9].
3. ↑  "Go Dumb" не попал NZ Top 40 Singles Chart, но достиг 29 номера в NZ Hot Singles Chart[9].
4. ↑  "Fade Away" не попал в NZ Top 40 Singles Chart, но достиг 25 номера в NZ Hot Singles Chart[9].
5. ↑  "Tell Me Why" не попал в NZ Top 40 Singles Chart, но достиг 3 номера в NZ Hot Singles Chart[25].
6. ↑  "Tell Me Why" не попал в Billboard Hot 100, но достиг 4 места в Bubbling Under Hot 100 Singles chart[26].
7. ↑  "Need You Most (So Sick)" не попал в NZ Top 40 Singles Chart, но достиг 10 номера в NZ Hot Singles Chart[25].
8. ↑  "Reminds Me of You" не попал в NZ Top 40 Singles Chart, но достиг 5 номера в NZ Hot Singles Chart[30].
9. ↑  Чарты только для сольной версии